# Micromeria conferta
Micromeria conferta là một loài thực vật có hoa trong họ Hoa môi. Loài này được (Coss. & Daveau) Stefani mô tả khoa học đầu tiên năm 1912.